# 강경효
강경효(姜境孝, 1969년 ~)는 대한민국의 만화가, 작가이다.

## 작품들
- 아이큐 점프 천하말썽 진도치 전 5권 (1998년~2001년)
- 열혈과학선생 붐 전 3권 (2008년~2009년)
- 레오 미스터리 연구소
- DR.허준
- 한국사 천자문
- 2001 오디세이
- 뒤죽박죽 스타나라
- 군바리의 첫사랑
- 에볼루션 파크
- 키즈락 수사대
- 헬로우 붐바
- 통통 아줌마
- 보물찾기 시리즈 (2003년~)
- 글송이 어드벤처 시리즈 (2005년)
- 15소년 어드벤처
- 살아남기 레오 시리즈 (1권~4권 무인도, 아마존, 사막, 빙하) (2001년~2002년)
- 미스터리 과학 조사단 (2022년~)

## 생애
1969년 출생
1988년 데뷔 
1998년~2001년 아이큐점프 천하말썽 진도치 출시
2001년~2002년 살아남기 레오 시리즈 1~4권 출시
2003년 보물찾기 시리즈 출시
2005년 글송이 어드벤처 과학상식 출시
2014년 코믹컴 회사 퇴직
2022년 미스터리 과학 조사단 출시